# パトリツィア・スヴィチナ
パトリツィア・スヴィチナ（Patrytsyia Svitsina、2001年2月7日 - ）は、ベラルーシのフォークシンガーである。彼女は2020年にルカシェンコ大統領の奨学金を受ける資格があったが、自分の「道徳的な原則」に従って拒否した。彼女は2023年5月半ばに逮捕され、公共秩序を大幅に乱す行為への積極的な参加の罪で起訴された。

## 経歴
パトリツィア・スヴィチナは2001年2月7日にミンスクで生まれた。彼女は幼い頃から音楽に興味を持ち、ピアノやギターを習った。彼女はベラルーシ国立芸術大学に入学し、フォーク音楽の専攻を選んだ。彼女は自分の曲を作り、ソロやバンドで演奏した。彼女はベラルーシの伝統的な民謡や民族楽器にも関心を持ち、それらを自分の音楽に取り入れた。彼女は「パトリツィア」という芸名で知られるようになった。

## 政治的活動
パトリツィア・スヴィチナは2020年にルカシェンコ大統領の奨学金を受ける資格があったが、自分の「道徳的な原則」に従って拒否した。彼女は2020年8月9日の大統領選挙後に起きた大規模な抗議活動に参加した。彼女はソーシャルメディアにおいても、政府や警察への批判や、ロシアのウクライナ侵攻への反対を表明した。彼女は2023年5月16日に自宅で逮捕された。彼女は「自白」するビデオに登場し、自分の行動を謝罪した。しかし、このビデオは強制的に撮影されたものであると考えられる。彼女は公共秩序を大幅に乱す行為への積極的な参加の罪で起訴され、有罪となれば最高4年の懲役刑が科せられる。彼女は現在、拘置所に収容されている。彼女の裁判は8月1日に予定されている。